# Asmir Begović
Asmir Begović (nascut el 20 de juny de 1987) és un jugador de futbol de Bòsnia que juga com a porter al Qarabağ, cedit per l'AFC Bournemouth, i a la selecció de Bòsnia i Hercegovina, de la qual és vice-capità.